# Indigofera kuntzei
Indigofera kuntzei är en ärtväxtart som beskrevs av Hermann August Theodor Harms. Indigofera kuntzei ingår i släktet indigosläktet, och familjen ärtväxter. Inga underarter finns listade i Catalogue of Life.